# 섹 린더
섹 린더(Cec Linder, 1921년 3월 10일 ~ 1992년 4월 10일)는 캐나다의 배우, 영화배우, 텔레비전 배우이다.
티민스에서 태어났으며 토론토에서 사망하였다. 사인은 폐기종이다.

## 영화
- 히틀러의 딸 (1990년)
- 은반 위의 요정 (1990년)
- 소리없는 사랑 (1989년)
- 크리스마스 이브 (1986년)
- 나이트 히트 (1985년)
- 비서 사만다 (1985년)
- 공포의 눈동자 (1982년)
- 프레디 더 프리로더스 크리스마스 디너 (1981년)
- 씨잉 씽스 (1981년)
- 아틀란틱 시티 (1980년)
- 호보 (1979년)
- 아메리칸 크리스마스 캐롤 (1979년)
- 시티 온 파이어 (1979년)
- 투 킬 더 킹 (1974년)
- 선데이 인 더 컨트리 (1974년)
- 주말의 사랑 (1973년) - 웬델 역
- 원 라이프 투 리브 (1968년)
- 로리타 (1962년)
- 크랙 인 더 미러 (1960년)